# Morne Daniel
Morne Daniel este un sat din Dominica, suburbie a capitalei Roseau. În el își are sediul ambasada Cubei.